# ОШ „Вук Ст. Караџић” ИО Доња Бела Река
ОШ „Вук Ст. Караџић” ИО Доња Бела Река, насељеном месту на територији општине Нова Варош, најстарија је просветна установа у златиборском крају, основана је 1855. године. Иницијатива за подизање школе покренута је 4. октобра 1851. године, са циљем да би у њој наставу могли да похађају ученици из пет села: Беле Реке, Ојковице, Бурађе, Драглице и Мочиоца.

## Историја школе
Школа у селу је основана одобрењем Попечитељства просвешченија Кнежевине Србије и први учитељ био је Млађен Симовић. Школа је паљена два пута 1876. и 1941. године и оба пута мештани су је обнављали. Од 1961. године школа ради као четворогодишње издвојено одељење Основне школе „Вук Ст. Караџић” из Јасенова, где ученици настављају даље школовање, од петог до осмог разреда. Поред матичне школе у Јасенову, ученици користе и основну школу у Љубишу. 